# Червоноармейский кирпичный завод
Червоноармейский кирпичный завод (укр. Червоноармійський цегельний завод) — промышленное предприятие в посёлке городского типа Пулины Пулинского района Житомирской области Украины.

## История
Червоноармейский межколхозный кирпичный завод был построен в соответствии с шестым пятилетним планом развития народного хозяйства СССР и введён в эксплуатацию в 1957 году. Его запуск обеспечил расширение строительства в сельских районах Житомирской области, и в райцентре была создана межколхозная строительная организация.
В 1958 году завод произвёл 2140 тыс. шт. кирпича и 16 тыс. шт. черепицы. В следующие годы с использованием произведённого заводом кирпича были построены Червоноармейский льнозавод, Очеретянская межколхозная электростанция, Курненский овощесушильный завод и другие здания и сооружения.
В целом, в советское время завод входил в число ведущих предприятий райцентра, на его балансе находились общежитие и иные объекты социальной инфраструктуры.